# Гаррісон (Джорджія)
Гаррісон (англ. Harrison) — місто (англ. town) в США, в окрузі Вашингтон штату Джорджія. Населення — 339 осіб (2020).

## Географія
Гаррісон розташований за координатами 32°49′35″ пн. ш. 82°43′33″ зх. д. / 32.82639° пн. ш. 82.72583° зх. д. (32.826414, -82.725838).  За даними Бюро перепису населення США в 2010 році місто мало площу 4,58 км², з яких 4,42 км² — суходіл та 0,15 км² — водойми.

## Демографія
Згідно з переписом 2010 року, у місті мешкало 489 осіб у 161 домогосподарстві у складі 119 родин. Густота населення становила 107 осіб/км².  Було 207 помешкань (45/км²).
Расовий склад населення:
| - 72,6 % — чорних або афроамериканців - 23,5 % — білих - 0,8 % — азіатів |

До двох чи більше рас належало 2,2 %. Частка іспаномовних становила 2,5 % від усіх жителів.
За віковим діапазоном населення розподілялося таким чином: 29,7 % — особи молодші 18 років, 57,4 % — особи у віці 18—64 років, 12,9 % — особи у віці 65 років та старші. Медіана віку мешканця становила 33,4 року. На 100 осіб жіночої статі у місті припадало 87,4 чоловіків;  на 100 жінок у віці від 18 років та старших — 83,0 чоловіків також старших 18 років.
Середній дохід на одне домашнє господарство  становив 43 653 долари США (медіана — 41 125), а середній дохід на одну сім'ю — 48 662 долари (медіана — 42 841). Медіана доходів становила 34 779 доларів для чоловіків та 26 875 доларів для жінок. За межею бідності перебувало 14,9 % осіб, у тому числі 24,4 % дітей у віці до 18 років та 6,2 % осіб у віці 65 років та старших.
Цивільне працевлаштоване населення становило 158 осіб. Основні галузі зайнятості: роздрібна торгівля — 29,7 %, транспорт — 12,7 %, виробництво — 12,7 %.